# Centre Steven F. Udvar-Hazy
Le Centre Steven F. Udvar-Hazy est une annexe du National Air and Space Museum, un musée aérospatial géré par Smithsonian Institution. Le centre est situé en Virginie près de l'aéroport international de Washington-Dulles. Il fait partie de la communauté non incorporée de Chantilly rattaché au comté de Fairfax. Cette annexe à la particularité d'avoir une superficie plus grande que l'établissement dont elle dépend. Elle a ouvert ses portes au public le 15 décembre 2003.

## Appareils exposés

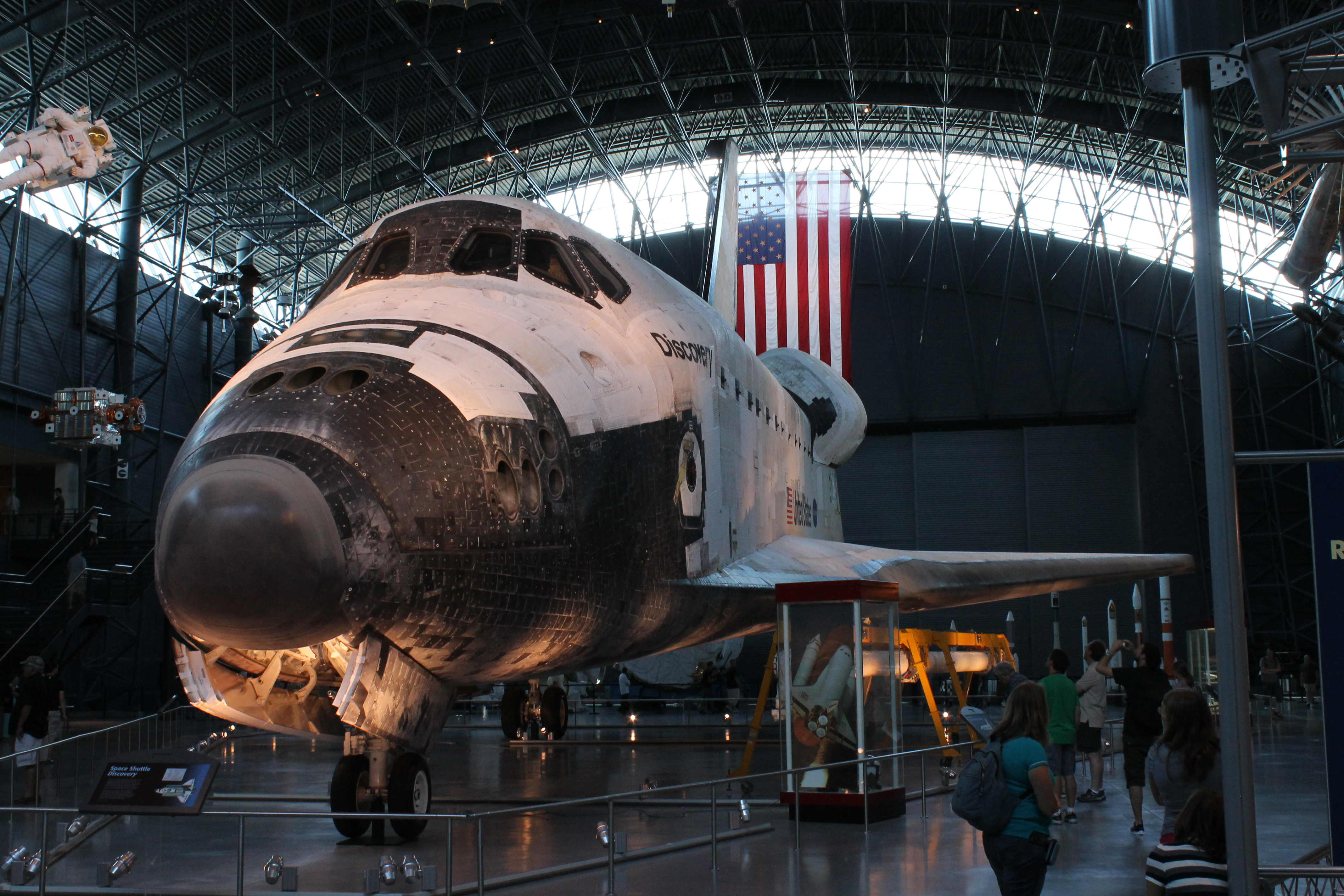
La navette spatiale Discovery au Centre Steven F. Udvar-Hazy.

Le centre a vocation à abriter les appareils les plus volumineux qui ne peuvent pas être exposés au National Air and Space Museum. On peut y voir entre autres :
- le dernier exemplaire des hydravions japonais lancés depuis des sous-marins, le Aichi M6A1 Seiran ;
- le Boeing B-29 Superfortress Enola Gay d'où fut effectué le premier largage d'une bombe atomique, sur Hiroshima ;
- la capsule Gemini 7 ;
- un avion de reconnaissance Lockheed SR-71 Blackbird ;
- un Concorde ayant appartenu à Air France ;
- un Lockheed Constellation aux couleurs de l'US Air Force ;
- le Boeing 367-80, prototype du Boeing 707 ;
- une fusée PGM-11 Redstone ;
- une des premières ailes volantes, la Northrop N-1M ;
- le Grumman F8F-2 Bearcat « Conquest I » avec lequel Darryl Greenamyer a battu le record du monde de vitesse sur avion à moteur à pistons, le 16 août 1969[1] ;
- le Gossamer Albatross, le premier avion à propulsion musculaire ayant traversé la Manche ;
- le Virgin Atlantic GlobalFlyer, à bord duquel Steve Fossett effectua le tour du monde sans escale ni ravitaillement ;
- le dernier Boeing 307 Stratoliner existant ;
- la navette spatiale Discovery qui a achevé son dernier vol le 9 mars 2011 dans le cadre de la mission STS-133[2].